# ¿Qué esperar cuando Bart está esperando?
¿Qué esperar cuando Bart está esperando?, llamado What to Expect When Bart's Expecting? en la versión original, es un capítulo perteneciente a la vigesimoquinta temporada de la serie animada Los Simpson, emitido originalmente el 27 de abril de 2014 en EE. UU.. El episodio fue escrito por John Frink y dirigido por Matthew Nastuk.
El episodio ha sido criticado negativamente por los críticos y fanáticos veteranos de la serie, argumentando sobre su trama irrealista y sin sentido. Actualmente se lo considera como otro de los peores episodios de Los Simpson, y el peor de la vigesimoquinta temporada.

## Sinopsis
Cuando Barney Gumble camina hacia la taberna de Moe, se da cuenta de que está cerrado por una reunión. Moe está en la celebración de una reunión con los otros bares de Springfield para discutir sobre la baja cantidad de clientes. Mientras Moe atiende a un superhéroe con temas importantes en la barra, Homer y sus amigos se unen a las festividades. Homer se desmaya frente a su casa en la mañana antes de que Bart y Lisa tomen el autobús escolar. Mientras tanto, Bart se siente asfixiado por su profesora de arte, que anima todo lo mejor de sus alumnos, y quiere deshacerse de ella. Cuando Bart visita un especialista en vudú, recibe algunos materiales para lanzar un hechizo sobre su profesora de arte, sin embargo, para sorpresa de Bart, su maestra sigue apareciendo a clase al día siguiente. A pesar de que el hechizo era para un dolor de estómago, Bart recibe una noticia sorprendente de que su profesora está embarazada.  
Ralph anuncia que Bart tiene la culpa de que la profesora de arte esté embarazada. El cuerpo estudiantil, incluyendo a Lisa, no pueden creerlo. Después de que el director Skinner castiga a Bart, Homer recoge a su hijo hasta quejando lo vergonzoso que es para saber las malas noticias de Bart durante su comparecencia. Cuando una pareja se acerca a Bart para preguntarles sobre sus habilidades, Bart utiliza su hechizo vudú para darle un par de bebés. El hechizo funciona, y la pareja vuelve a pedir a Bart si podía lanzar el mismo hechizo a un par de sus amigos que se encuentran en la misma situación. En poco tiempo, Bart abre una clínica de fertilidad a través de vudú. Homer lleva a Bart a la taberna de Moe para discutir sus problemas de antes de que los compinches de Tony el Gordo entren en la barra para secuestrarlos.  
Al conocer a Tony el Gordo, ordena a Bart que trabaja su magia para bebés en sus caballos para crear un caballo de carreras campeón. Homer ve esto como una oportunidad para mostrar Bart cómo se hacen los bebés. El caballo se acopla con Sudsley Brewright y la prueba de embarazo resulta positiva.

## Recepción

### Crítica
Dennis Perkins de The A.V. Club le dio al episodio una B, diciendo: 

«Un episodio aunque reparado, divertido con algunas buenas líneas y un aspecto de una estrella invitada confiable, «What to Expect When Bart's Expecting», no obstante, reitera que los actuales episodios de «Los Simpson» tienen un límite máximo de lo que pueden lograr y que es menor de lo que solía ser.»

Teresa López de TV Fanatic le dio al episodio dos estrellas y media de cuatro, diciendo: 

«Una vez que el conflicto central está expuesto, los escritores tratan de incluir algún punto de toda esta locura. Bart culpa a Homero por su mal comportamiento porque él no es un buen modelo a seguir, haciendo referencia a sus más recientes hazañas en el Superhero pub crawl (uno de los pocos momentos de verdadera hilaridad en este episodio). Bart tiene un punto, pero es uno que se ha hecho muchas veces (y en mejores formas) en el pasado. Aquí, sólo parecían inútiles.»

### Audiencia
El episodio recibió un índice de audiencia de 1.6 y fue visto por un total de 3,45 millones de personas, por lo que es el segundo programa más visto en Animation Domination esa noche, superando a Bob's Burgers y American Dad! pero perdiendo con Family Guy con 4.02 millones de espectadores.